# برايان برودريك
برايان برودريك (بالإنجليزية: Brian Broderick)‏ هو لاعب كرة قاعدة أمريكي، ولد في 1 سبتمبر 1986 في فينيكس في الولايات المتحدة.

## وصلات خارجية
- برايان برودريك على موقع دوري كرة القاعدة الرئيسي (الإنجليزية)
- برايان برودريك على موقعبيزبول رفرنس.كوم (الدوري الرئيسي) (الإنجليزية)
- برايان برودريك على موقعبيزبول رفرنس.كوم (الدوري الثانوي) (الإنجليزية)
- برايان برودريك على موقع إي إس بي إن.كوم (أم.أل.بي) (الإنجليزية)
- برايان برودريك على موقع مشجعي الرسوم البيانية (الإنجليزية)